# ヘルシュタイン
ヘルシュタイン (独: Herrstein) はドイツ連邦共和国 ラインラント＝プファルツ州ビルケンフェルト郡の町村。ヘルシュタイン連合自治体 (独: Verbandsgemeinde Herrstein) の行政庁所在地となっている。